# Финея
Фине́я (лат. Phinaea) — небольшой род многолетних наземных трав семейства Геснериевые (лат. Gesneriaceae).
Некоторые виды выращивают как комнатные декоративные растения.

## Этимология названия
Название рода — анаграмма названия близкого по морфологическим признакам рода Нифея (Niphaea) семейства Геснериевые.

## Ботаническое описание
Многолетние наземные травы с чешуйчатым корневищем. Стебли прямостоячие, короткие. Листья супротивные, мягкие, часто собраны в верхней части стебля, окраска от светло-зелёной до голубовато-зелёной, жилки иногда контрастно окрашены; опушённые, с зубчатым краем.
Соцветия пазушные, одно- или многоцветковые. Чашечка 5-листная, распростёртая, листики равные или почти равные. Венчик чашевидный, трубка короткая, с отгибом или без, доли отгиба почти равные. тычинок 4, сросшиеся с основанием трубки, стаминодии короткие; тычиночные нити тонкие, выступают над пыльниками, передняя пара тычинок изогнутые и более длинные; пыльники обратнояйцевидные до почти шаровидных, с ясно видимыми камерами; раскрываются короткими щелями; нектарники отсутствуют. Завязь полунижняя, столбик изогнутый, рыльце мешковидное. Плод — двустворчатая мясистая или сухая коробочка, открывается локулицидно.

## Ареал
Мексика — (P. multiflora), север Южной Америки — (P. albolineata), Куба и Гаити — (P. pulchella).

## Хозяйственное значение и применение
Декоративно-лиственное и красивоцветущее растение для интерьера.

### Агротехника
Посадка. Сажают в субстрат составленный из листовой земли, торфа и песка с добавлением древесного угля и сфагнума. На дне обязательно устраивают дренаж из слоя сфагнума.
Уход. Необходима высокая влажность воздуха и хорошее освещение без прямых солнечных лучей. Лучше всего себя чувствует в террариуме или теплице. Поливать по мере просыхания субстрата. Оптимальная температура 20—22°С. Регулярные подкормки в период роста: весной и летом — 1 раз в 2 недели или реже, жидким удобрением для цветущих растений, 1/2 дозы от рекомендованной на упаковке. С октября по февраль наступает относительный период покоя, полив надо уменьшить, содержать при 16—17°С. Растение быстро разрастается, превращаясь в густую куртинку, поэтому рекомендуется сажать в широкие цветочные миски.
Размножение. Весной при пересадке делением корневищ.

## Список видов
По информации базы данных The Plant List, род включает 3 вида:
- Phinaea albolineata (Hook.) Benth. ex Hemsl.typus
- Phinaea multiflora C.V.Morton — Финея многоцветковая
- Phinaea pulchella (Griseb.) C.V.Morton